# María Hilaria Domínguez Arvizu
María Hilaria Domínguez Arvizu (Amatlán de Cañas, Nayarit, 12 de junio de 1953) es una política mexicana, miembro del Partido Revolucionario Institucional (PRI). Ha ocupado numerosos cargos en la estructura de su partido, diputada al Congreso de Nayarit, tres veces diputada federal y una senadora de la República.

## Carrera
María Hilaria Domínguez Arvizu es licenciada en Trabajo Social y licenciada en Derecho, esta última por la Universidad Nacional Autónoma de México. Cuenta con estudios de Capacitación de Enseñanza Agrícola, Selección de Gramos y Semillas y Administración de las Pequeñas Industrias Ejidales, seminario de Capacitación Política y Económica por el Instituto Politécnico Nacional, seminario de la Administración Pública Federal, Estatal y Municipal por el Colegio de Economistas de México y un diplomado de Derecho Electoral.
Miembro del PRI desde 1971, ha desarrollado su carrera política principalmente en la Liga de Comunidades Agrarias y Sindicatos Campesinos de Nayarit, sección de la Confederación Nacional Campesina (CNC) en su estado. De 1971 a 1976 fue coordinadora general estatal de la Agrupación Nacional Femenil Revolucionaria del PRI en Nayarit, en 1972 secretaria de Acción Juvenil del comité estatal del PRI y de 1973 a 1979 secretaria de acción femenil del Comité Central Ejecutivo de la Liga de Comunidades Agrarias y Sindicatos Campesinos en Nayarit. Además de 1975 a 1978 ocupó el cargo de coordinadora del Centro de Capacitación Política del comité estatal del PRI y del Centro de Capacitación Campesina en Nayarit. En 1976 ocupó el cargo de regidora en el Ayuntamiento de Tepic encabezado por José Ramón Navarro Quintero.
En 1976 fue electa por primera ocasión diputada federal como candidata del PRI, representando al Distrito 2 de Nayarit en la L Legislatura, que fungió de aquel año al de 1979. En ella fue integrante de las comisiones de Agricultura y Ganadería; de Reforma Agraria; y, de Relaciones Exteriores.
De 1984 a 1986 fue coordinadora general del comité nacional de la CNC, de 1988 a 1991 fue secretaria de zonas turísticas ejidales y de 1991 a 1994 coordinadora general de la Comisión Económica y Programas Emergentes, ambos del comité estatal de la misma CNC en Nayarit. De 1995 a 1996 fue subsecretaría de gestión social y de 1996 a 1999 subsecretaria general del comité estatal del PRI.
En 1999 fue elegida diputada a la XXVI Legislatura del Congreso del Estado de Nayarit por la vía de la preentación proporcional, concluyendo su cargo en 2002. De 2001 a 2005 fue presidenta del comité estatal de la Liga de Comunidades Agrarias y Sindicatos Campesinos de Nayarit, y luego, en el comité nacional de la CNC fungió como secretaria de Elecciones y Concertación Política en 2003, de Procesos Electorales de 2003 a 2006, de Organización y Acción Política de 2006 a 2007, secretaria general de 2007 a 2011 y en el último año secretaria de atención a exbraceros y asuntos migratorios.
Paralelamente de 2003 a 2006 fue por segunda ocasión diputada federal, esta vez por el Distrito 1 de Nayarit a la LIX Legislatura, y en la cual fungió como presidenta de la Mesa de Decanos.; secretaria de la comisión de Reforma Agraria; e integrante de las comisiones de Agricultura y Ganadería; de Equidad y Género; de Atención a Grupos Vulnerables; y, Especial del Café. De 2006 a 2012 fue senadora suplente sin haber llegado a asumir el cargo.
En 2009 regresó al Congreso federal por tercera ocasión como diputada, en esta ocasión por la vía de la representación proporcional a la LXI Legislatura que concluyó en 2012 y en la que fue vicepresidenta de la Mesa de Decanos; secretaria de las comisiones de Reforma Agraria; y, Especial del Seguimiento a los Fondos Aportados por los Extrabajadores Mexicanos Braceros; así como integrante de las comisiones de Asuntos Indígenas; y de Desarrollo Rural. De 2013 a 2015 fue delegada de la Procuraduría Agraria en Nayarit.
Al término de la diputación, en 2012 fue electa senadora suplente por lista nacional para las Legislaturas LXII y LXIII de ése año a 2018, siendo propietaria Arely Gómez González. Cuando Areley Gómez recibió licencia a la senaduría para ser al ser nombrada como Subprocuradora Jurídica y de Asuntos Internacionales de la Procuraduría General de la República el 26 de febrero de 2015, fue llamada a ocupar el cargo, rindiendo protesta el 3 de marzo de 2015 y ocupando los cargos de secretaria de la comisión de Reglamentos y Prácticas Parlamentarias; así como integrante de las comisiones de Anticorrupción y Participación Ciudadana; de Reforma Agraria; de Relaciones Exteriores, América Latina y el Caribe; y de Radio, Televisión y Cinematografía. Ocupó el cargo hasta el fin de su periodo, el 31 de agosto de 2018.

## Biografía
- Sistema de Información Legislativa, Secretaría de Gobernación. «María Hilaria Domínguez Arvizu». Consultado el 28 de abril de 2022.

- Datos: Q16910069